# Halieutaea stellata
Halieutaea stellata is een vis uit de familie van de vleermuisvissen (Ogcocephalidae), orde vinarmigen (Lophiiformes). De soort komt voor in de Indische Oceaan en in het noordwesten van de Grote Oceaan op diepten tot 400 meter. 
Halieutaea stellata kan een maximale lengte bereiken van 30 cm.